# Buzhakan
Buzhakan (in armeno Բուժական?, conosciuto anche come Bujakan, in passato Babakishi) è un comune dell'Armenia di 1 667 abitanti (2009) della provincia di Kotayk'.